# Mort de Genivaldo de Jesus Santos
Le texte peut changer fréquemment, n’est peut-être pas à jour et peut manquer de recul. 
Le titre et la description de l'acte concerné reposent sur la qualification juridique retenue lors de la rédaction de l'article et peuvent évoluer en même temps que celle-ci.
La mort de Genivaldo de Jesus Santos est une affaire de violence policière brésilienne lors de laquelle Genivaldo de Jesus Santos, meurt à la suite de son interpellation par trois policiers de la police routière fédérale le 25 mai 2022 à Umbaúba, dans l'État du Sergipe au Brésil.
Arrêté pour le non port d'un casque sur sa motocyclette — une infraction commune dans cette zone du Sergipe —, Genivaldo de Jesus Santos obtempère. Son neveu, présent, indique aux policiers que son oncle souffre de troubles mentaux (schizophrénie). Toutefois, ce banal contrôle routier tourne au drame. Plaqué au sol, puis immobilisé, Genivaldo de Jesus Santos est menotté. Placé dans le coffre de la voiture de police, dont le hayon est maintenu fermé, une grenade de gaz lacrymogène est jeté à l'intérieur du coffre. Genivaldo de Jesus Santos meurt d'asphyxie dans cette chambre à gaz improvisée quelques minutes après malgré les protestations des badauds et son décès est constaté peu après à l'hôpital.
La scène est filmée et l'agonie de Genivaldo de Jesus Santos est partagée sur les réseaux sociaux, suscitant émoi, indignation et critiques,.
Sa mort, probablement pour des raisons racistes, survenue exactement deux ans après la mort de George Floyd, fait l'objet d'une indignation internationale.